# Vincent Breynaert
Vincent Breynaert est un prêtre français, membre de la communauté du Chemin Neuf. En 2018, la Conférence des évêques de France le nomme responsable de la pastorale des jeunes et de la pastorale des vocations.

## Biographie

### Famille et jeunesse
Seul garçon de sa famille après sept sœurs, il naît en 1967 et grandit à Nœux-les-Mines dans le bassin minier du Nord-Pas-de-Calais, d'un père médecin  Michel Breynaert et d'une mère infirmière, Après son baccalauréat, il suit des études à Sciences Po puis de management à l'université Paris-Dauphine,.

### Missions au Chemin Neuf et sacerdoce
Au sein du Chemin Neuf, Vincent Breynaert travaille déjà à la mission auprès des jeunes entre dix-huit et trente ans. Par la suite, il suit des études de philosophie et théologie au Centre Sèvres à Paris puis à l'Université Grégorienne de Rome. En 1997, il est ordonné prêtre au sein de l'Institut du Chemin Neuf. Après son ordination, il encadre la formation des jeunes à l'abbaye d'Hautecombe durant dix-huit mois, à la suite de quoi il est durant dix ans responsable international de la mission du Chemin Neuf auprès des jeunes,.
Après cette responsabilité, il est nommé curé de la paroisse Saint-André de Reims, puis il participe à l'encadrement de la formation des couples à la chartreuse d'Aula Dei, à Saragosse en Espagne.

### Responsabilités nationales
En mars 2018, la Conférence des évêques de France le nomme responsable de la pastorale des jeunes et de la pastorale des vocations, où il succède à Nathalie Becquart,.